# Tro Bro Leon 2021
La 38.ª edición de la clásica ciclista Tro Bro Leon fue una carrera en Francia que se celebró el 16 de mayo de 2021 con inicio y final en la ciudad de Lannilis sobre un recorrido de 207 kilómetros.
La carrera formó parte del UCI ProSeries 2021, calendario ciclístico mundial de segunda división, dentro de la categoría UCI 1.Pro y fue ganada por el británico Connor Swift del Arkéa Samsic. Completaron el podio, como segundo y tercer clasificado respectivamente, los belgas Piet Allegaert del Cofidis, Solutions Crédits y Baptiste Planckaert del Intermarché-Wanty-Gobert Matériaux.

## Equipos participantes
Tomaron parte en la carrera 21 equipos: 6 de categoría UCI WorldTeam invitados por la organización, 11 de categoría UCI ProTeam y 4 de categoría Continental. Formaron así un pelotón de 138 ciclistas de los que acabaron 86. Los equipos participantes fueron:
| WorldTeams (6)- AG2R Citroën Team - Cofidis - EF Education-Nippo - Groupama-FDJ - Intermarché-Wanty-Gobert Matériaux - Lotto Soudal ProTeams (11)- Alpecin-Fenix - Arkéa-Samsic - B&B Hotels p/b KTM - Bingoal Pauwels Sauces WB - Burgos-BH - Delko - Euskaltel-Euskadi - Equipo Kern Pharma - Rally Cycling - Total Direct Énergie - Uno-X Pro Cycling Team Equipos continentales (4)- BEAT Cycling - Riwal - Saint Michel-Auber 93 - Xelliss-Roubaix Lille Métropole |
| |

## Clasificación final
- Las clasificaciones finalizaron de la siguiente forma:[3]

| \| Clasificación general \| Clasificación general \| Clasificación general \| Clasificación general \| Clasificación general \| \| Ciclista \| Ciclista \| Equipo \| Tiempo \| \| \| --------------------- \| --------------------- \| ---------------------------------- \| --------------------- \| --------------------- \| \| 1.º \| Connor Swift \| Arkéa-Samsic \| 5 h 18 min 38 s \| \| \| 2.º \| Piet Allegaert \| Cofidis \| + 0 s \| \| \| 3.º \| Baptiste Planckaert \| Intermarché-Wanty-Gobert Matériaux \| + 0 s \| \| \| 4.º \| Olivier Le Gac \| Groupama-FDJ \| + 0 s \| \| \| 5.º \| Rasmus Tiller \| Uno-X Pro Cycling Team \| + 0 s \| \| \| 6.º \| John Degenkolb \| Lotto-Soudal \| + 26 s \| \| \| 7.º \| Oliver Naesen \| AG2R Citroën Team \| + 26 s \| \| \| 8.º \| Bram Welten \| Arkéa-Samsic \| + 26 s \| \| \| 9.º \| Christophe Laporte \| Cofidis \| + 26 s \| \| \| 10.º \| Kevin Geniets \| Groupama-FDJ \| + 26 s \| \| |                     |                                    |                 |
| |                     |                                    |                 |
| Fuente: ProCyclingStats |                     |                                    |                 |
| Clasificación general |                     |                                    |                 |
| Ciclista | Ciclista            | Equipo                             | Tiempo          |
| 1.º | Connor Swift        | Arkéa-Samsic                       | 5 h 18 min 38 s |
| 2.º | Piet Allegaert      | Cofidis                            | + 0 s           |
| 3.º | Baptiste Planckaert | Intermarché-Wanty-Gobert Matériaux | + 0 s           |
| 4.º | Olivier Le Gac      | Groupama-FDJ                       | + 0 s           |
| 5.º | Rasmus Tiller       | Uno-X Pro Cycling Team             | + 0 s           |
| 6.º | John Degenkolb      | Lotto-Soudal                       | + 26 s          |
| 7.º | Oliver Naesen       | AG2R Citroën Team                  | + 26 s          |
| 8.º | Bram Welten         | Arkéa-Samsic                       | + 26 s          |
| 9.º | Christophe Laporte  | Cofidis                            | + 26 s          |
| 10.º | Kevin Geniets       | Groupama-FDJ                       | + 26 s          |

## UCI World Ranking
La Tro Bro Leon otorgó puntos para el UCI World Ranking para corredores de los equipos en las categorías UCI WorldTeam, UCI ProTeam y Continental. Las siguientes tablas muestran el baremo de puntuación y los 10 corredores que obtuvieron más puntos:
| Posición              | 1.º | 2.º | 3.º | 4.º | 5.º | 6.º | 7.º | 8.º | 9.º | 10.º | 11.º | 12.º | 13.º | 14.º | 15.º | 16.º-30.º | 31.º-40.º |
| Clasificación general | 200 | 150 | 125 | 100 | 85  | 70  | 60  | 50  | 40  | 35   | 30   | 25   | 20   | 15   | 10   | 5         | 3         |

| Clasificación |                     |                                    |         |
| Posición      | Ciclista            | Equipo                             | General |
| ------------- | ------------------- | ---------------------------------- | ------- |
| 1.º           | Connor Swift        | Arkéa Samsic                       | 200     |
| 2.º           | Piet Allegaert      | Cofidis, Solutions Crédits         | 150     |
| 3.º           | Baptiste Planckaert | Intermarché-Wanty-Gobert Matériaux | 125     |
| 4.º           | Olivier Le Gac      | Groupama-FDJ                       | 100     |
| 5.º           | Rasmus Tiller       | Uno-X                              | 85      |
| 6.º           | John Degenkolb      | Lotto Soudal                       | 70      |
| 7.º           | Oliver Naesen       | AG2R Citroën                       | 60      |
| 8.º           | Bram Welten         | Arkéa Samsic                       | 50      |
| 9.º           | Christophe Laporte  | Cofidis, Solutions Crédits         | 40      |
| 10.º          | Kevin Geniets       | Groupama-FDJ                       | 35      |